# Elvált Gary
Az Elvált Gary (eredeti cím: Gary Unmarried) 2008 és 2010 között bemutatott amerikai szituációs komédia, amelyet Ed Yeager alkotott meg a CBS számára. A sorozat Gary Brooksról szól, aki épp elvált feleségétől, Allison Brookstól, és egy új nővel randizik. Gary exfelesége természetesen nem nagyon örül ennek a szituációnak, és ezért gyakran összetűzésbe kerülnek. Két gyerekük van.
Az Amerikai Egyesült Államokban 2008. szeptember 24. és 2010. március 17. között sugározta a CBS. Két évadot élt meg, összesen 37, egyenként 20 perces epizóddal. Magyarországon 2010. március 1-jén a Viasat 3 tűzte műsorra, majd 2012. szeptember 3-án a Comedy Central is bemutatta.
2010. május 18-án a CBS két évad után törölte a műsorról.

## Szereplők
| Szereplő            | Színész                                            | Magyar hang                                    |
| ------------------- | -------------------------------------------------- | ---------------------------------------------- |
| Gary Brooks         | Jay Mohr                                           | Háda János                                     |
| Allison Brooks      | Paula Marshall                                     | Pikali Gerda                                   |
| Tom Brooks          | Ryan Malgarini                                     | Timon Barna                                    |
| Louise Brooks       | Laura Marano (1. rész) Kathryn Newton (2-37. rész) | Nagy Katica                                    |
| Vanessa Flood       | Jaime King                                         | Törtei Tünde                                   |
| Dr. Walter Krandall | Ed Begley Jr.                                      | Szokolay Ottó                                  |
| Dennis Lopez        | Al Madrigal                                        | Láng Balázs                                    |
| Jack Brooks         | Max Gail                                           | Rudas István                                   |
| Mitch Brooks        | Rob Riggle                                         | Turi Bálint (1. évad) Gyurity István (2. évad) |
| Joan Plummer        | Kathleen Rose Perkins                              | Czifra Krisztina                               |
| Curtis              | Keegan-Michael Key                                 | Kálid Artúr                                    |
| Sasha               | Brooke D'Orsay                                     | Zsigmond Tamara                                |
| Charlie             | Martin Mull                                        | Cs. Németh Lajos                               |

## Epizódok

### Évados áttekintés
| Évad | Évad | Epizódok | Eredeti sugárzás     | Eredeti sugárzás  | Eredeti adó | Magyar sugárzás   | Magyar sugárzás    | Magyar adó     |
| Évad | Évad | Epizódok | Évadpremier          | Évadfinálé        | Eredeti adó | Évadpremier       | Évadfinálé         | Magyar adó     |
| ---- | ---- | -------- | -------------------- | ----------------- | ----------- | ----------------- | ------------------ | -------------- |
|      | 1    | 20       | 2008. szeptember 24. | 2009. május 20.   | CBS         | 2010. március 1.  | 2010. március 26.  | Viasat 3       |
|      | 2    | 17       | 2009. szeptember 23. | 2010. március 17. | CBS         | 2012. október 29. | 2012. november 20. | Comedy Central |

### 1. évad (2008-2009)
| #   | #   | Eredeti cím                               | Magyar cím                  | Rendezte      | Írta                            | Eredeti premier      | Magyar premier    | Gyártási kód |
| --- | --- | ----------------------------------------- | --------------------------- | ------------- | ------------------------------- | -------------------- | ----------------- | ------------ |
| 1.  | 1.  | Pilot                                     | Az útmutató                 | Ted Wass      | Ed Yeager                       | 2008. szeptember 24. | 2010. március 1.  | 101          |
| 2.  | 2.  | Gary Gets Boundaries                      | Határok                     | James Burrows | Ed Yeager                       | 2008. október 1.     | 2010. március 2.  | 102          |
| 3.  | 3.  | Gary Marries off His Ex                   | Gary kiházasítja a nejét    | James Burrows | Janae Bakken                    | 2008. október 8.     | 2010. március 3.  | 103          |
| 4.  | 4.  | Gary Gets His Stuff Back                  | Gary visszakapja a holmiját | James Burrows | Matt Goldman                    | 2008. október 15.    | 2010. március 4.  | 104          |
| 5.  | 5.  | Gary Breaks Up His Ex-wife and Girlfriend | Két tűz között              | James Burrows | Ira Ungerleider                 | 2008. október 22.    | 2010. március 5.  | 105          |
| 6.  | 6.  | Gary Meets The Gang                       | Gary és a haverok           | James Burrows | Susan McMartin                  | 2008. november 5.    | 2010. március 8.  | 106          |
| 7.  | 7.  | Gary and Allison's Restaurant             | A törzshely                 | James Burrows | Bill Daly                       | 2008. november 12.   | 2010. március 9.  | 107          |
| 8.  | 8.  | Gary and Allison Brooks                   | Gary és Allison             | James Burrows | Ed Brown, Scott Parkin          | 2008. november 19.   | 2010. március 10. | 108          |
| 9.  | 9.  | Gary Gives Thanks                         | Gary hálát ad               | James Burrows | Mark Gross                      | 2008. november 26.   | 2010. március 11. | 109          |
| 10. | 10. | Gary Goes First                           | Elsőként                    | James Burrows | Julie Bean                      | 2008. december 10.   | 2010. március 12. | 110          |
| 11. | 11. | Gary Toughens Up Tom                      | Erősítés                    | James Burrows | Ric Swartzlander                | 2008. december 17.   | 2010. március 15. | 111          |
| 12. | 12. | Gary Dates Louise's Teacher               | Gary randizik               | James Burrows | Barry Langer                    | 2009. január 14.     | 2010. március 16. | 112          |
| 13. | 13. | Gary Moves Back In                        | Gary hazaköltözik           | James Burrows | Bill Daly, Mark Gross           | 2009. január 21.     | 2010. március 17. | 113          |
| 14. | 14. | Gary and Dennis' Sister                   | Gary és Dennis húga         | James Burrows | Julie Bean, Susan McMartin      | 2009. február 11.    | 2010. március 18. | 114          |
| 15. | 15. | Gary's Ex-Brother-In-Law                  | Gary exsógora               | James Burrows | Mark Jordan Legan, Terry Mulroy | 2009. február 18.    | 2010. március 19. | 115          |
| 16. | 16. | Gary Uses His Veto                        | Gary vétója                 | James Burrows | Jana Hunter, Mitch Hunter       | 2009. március 11.    | 2010. március 22. | 116          |
| 17. | 17. | Gary Hooks Up Allison                     | Gary kerítőnek ál           | James Burrows | Ira Ungerleider                 | 2009. március 18.    | 2010. március 23. | 117          |
| 18. | 18. | Gary and the Trophy                       | Gary és a trófea            | James Burrows | Rob DesHotel                    | 2009. április 8.     | 2010. március 24. | 118          |
| 19. | 19. | Gary and His Half Brother                 | Gary féltestvére            | James Burrows | Scott Parkin, Ed Brown          | 2009. május 6.       | 2010. március 25. | 119          |
| 20. | 20. | Gary Fixes Allison's Garbage Disposal     | Gary lefolyót szerel        | James Burrows | Ed Yeager, Ric Swartzlander     | 2009. május 20.      | 2010. március 26. | 120          |

### 2. évad (2009-2010)
| #   | #   | Eredeti cím                            | Rendezte      | Írta                          | Eredeti premier      | Magyar premier     | Gyártási kód |
| --- | --- | -------------------------------------- | ------------- | ----------------------------- | -------------------- | ------------------ | ------------ |
| 21. | 1.  | Gary Has A Dream                       | James Burrows | Mark Gross                    | 2009. szeptember 23. | 2012. október 29.  | 201          |
| 22. | 2.  | Gary Promises Too Much                 | James Burrows | Sally Bradford                | 2009. szeptember 30. | 2012. október 30.  | 202          |
| 23. | 3.  | Gary's Demo                            | James Burrows | Wil Calhoun                   | 2009. október 7.     | 2012. október 31.  | 203          |
| 24. | 4.  | Gary Shoots Fish in a Barrel           | James Burrows | Ira Ungerleider               | 2009. október 14.    | 2012. november 1.  | 204          |
| 25. | 5.  | Gary on the Air                        | James Burrows | Rob Deshotel                  | 2009. október 21.    | 2012. november 2.  | 205          |
| 26. | 6.  | Gary Tries To Do It All                | James Burrows | Bill Daly                     | 2009. november 4.    | 2012. november 5.  | 206          |
| 27. | 7.  | Gary and Allison's Friend              | James Burrows | Julie Bean                    | 2009. november 11.   | 2012. november 6.  | 207          |
| 28. | 8.  | Gary Apologizes                        | James Burrows | Jill Cargerman                | 2009. november 18.   | 2012. november 7.  | 208          |
| 29. | 9.  | Gary Keeps a Secret                    | James Burrows | Brian Keith Etheridge         | 2009. november 25.   | 2012. november 8.  | 209          |
| 30. | 10. | Gary Gives Sasha His Full Attention    | James Burrows | Mark Gross                    | 2009. december 9.    | 2012. november 9.  | 210          |
| 31. | 11. | Gary Is A Boat Guy                     | James Burrows | Wil Calhoun                   | 2009. december 16.   | 2012. november 12. | 211          |
| 32. | 12. | Gary Feels Tom Slipping Away           | James Burrows | Kevin Lappin                  | 2010. január 13.     | 2012. november 13. | 212          |
| 33. | 13. | Gary Has To Choose                     | James Burrows | Sally Bradford                | 2010. január 20.     | 2012. november 14. | 213          |
| 34. | 14. | Gary Lowers the Bar                    | James Burrows | Jill Cargerman                | 2010. február 10.    | 2012. november 15. | 214          |
| 35. | 15. | Gary's Big Mouth                       | James Burrows | Bill Daly                     | 2010. március 3.     | 2012. november 16. | 216          |
| 36. | 16. | Gary Tries to Find Something for Mitch | James Burrows | Sam Johnson                   | 2010. március 10.    | 2012. november 19. | 216          |
| 37. | 17. | Gary Unmarried?                        | James Burrows | Rob DesHotel, Ira Ungerleider | 2010. március 17.    | 2012. november 20. | 217          |